# Christoph Wilhelm von Jutrzenka
Christoph Wilhelm von Jutrzenka († nach 1788) war ein preußischer Verwaltungsbeamter in Schlesien. 
Von Jutrzenka war von 1780 bis 1784 Stadtdirektor in Pitschen. Im April 1785 wurde er als Rathmann nach Grottkau versetzt. Im Frühjahr 1788 hat der Rathmann Jutrzenka zu Grottkau seine Stelle niedergelegt. Sein Nachfolger auf der Ratsherrenstelle war ein Kaufmann namens Heilmann.